# Azerbeidzjan op de Olympische Winterspelen 2010

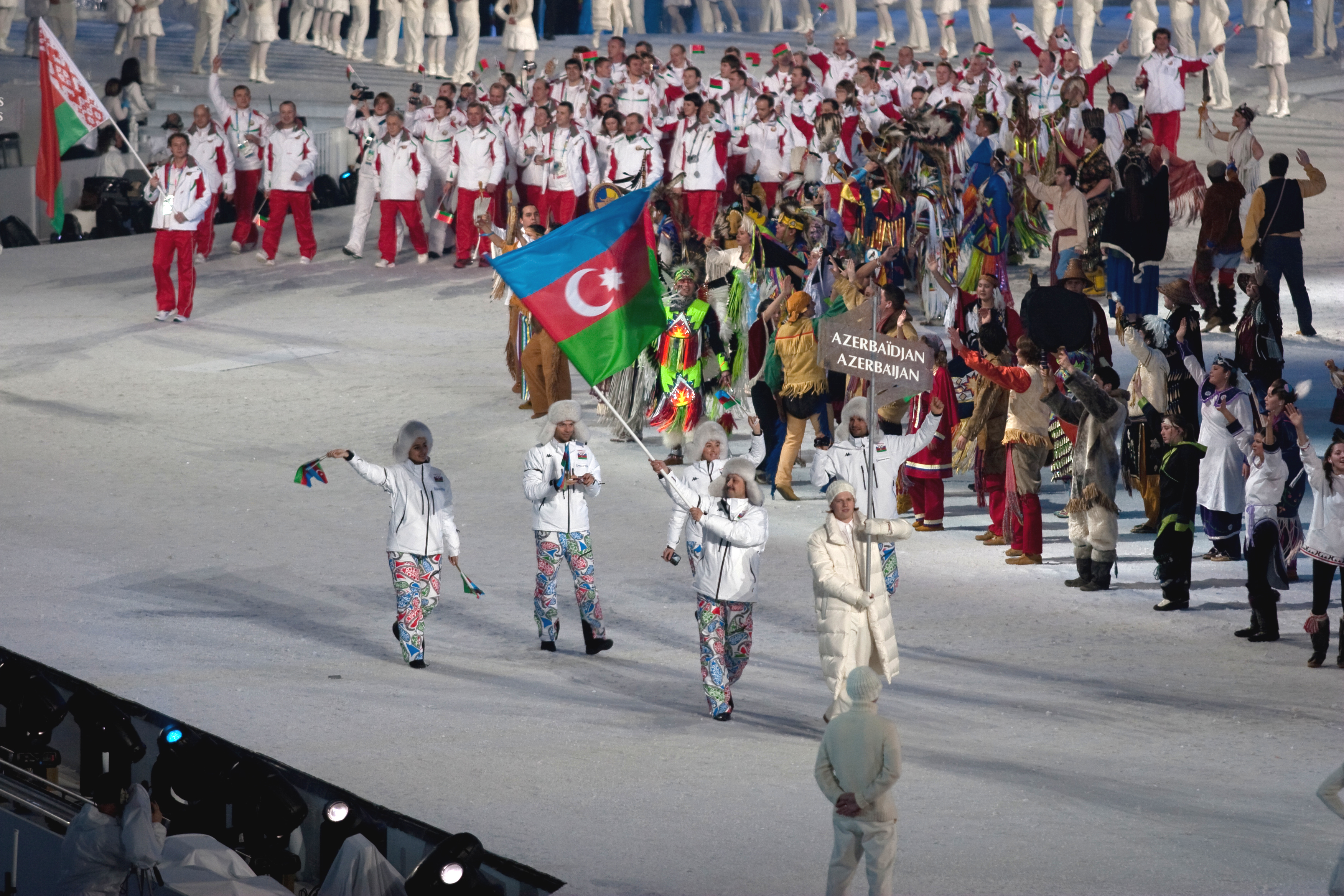
Het team van Azerbeidzjan bij de opening

Tijdens de Olympische Winterspelen van 2010, die in Vancouver (Canada) werden gehouden, nam Azerbeidzjan voor de vierde keer deel aan de Winterspelen.

## Deelnemers en resultaten
(m) = mannen, (v) = vrouwen 

### Alpineskiën
| Olympiër              | Discipline       | Resultaat | Prestatie                                                          |
| --------------------- | ---------------- | --------- | ------------------------------------------------------------------ |
| Jedrij Notz           | reuzenslalom (m) | 72e       | run 1: 1.30,78 (79e) run 2: 1.35,20 (74e) totaal: 3.05,98 (+28,15) |
| Jedrij Notz           | slalom (m)       | DNF-1     | run 1: opgave                                                      |
|                       |                  |           |                                                                    |
| Gaia Bassani Antivari | reuzenslalom (v) | 57e       | run 1: 1.30,82 (66e) run 2: 1.26,05 (57e) totaal: 2.56,87 (+29,76) |
| Gaia Bassani Antivari | slalom (v)       | DNF-1     | run 1: opgave                                                      |

Albanië · Algerije · Andorra · Argentinië · Armenië · Australië · Azerbeidzjan · België · Bermuda · Bosnië en Herzegovina · Brazilië · Bulgarije · Canada · Chili · China · Chinees Taipei · Colombia · Cyprus · Denemarken · Duitsland · Estland · Ethiopië · Finland · Frankrijk · Georgië · Ghana · Griekenland · Groot-Brittannië · Hongarije · Hongkong · Ierland · IJsland · India · Iran · Israël · Italië · Jamaica · Japan · Kaaimaneilanden · Kazachstan · Kirgizië · Kroatië · Letland · Libanon · Liechtenstein · Litouwen · Macedonië · Marokko · Mexico · Moldavië · Monaco · Mongolië · Montenegro · Nederland · Nepal · Nieuw-Zeeland · Noord-Korea · Noorwegen · Oekraïne · Oezbekistan · Oostenrijk · Pakistan · Peru · Polen · Portugal · Roemenië · Rusland · San Marino · Senegal · Servië · Slovenië · Slowakije · Spanje · Tadzjikistan · Tsjechië · Turkije · Verenigde Staten · Wit-Rusland · Zuid-Afrika · Zuid-Korea · Zweden · Zwitserland